# Cordia pilosa
Cordia pilosa är en strävbladig växtart som beskrevs av M.Stapf och Taroda. Cordia pilosa ingår i släktet Cordia, och familjen strävbladiga växter. Inga underarter finns listade i Catalogue of Life.

## Bildgalleri

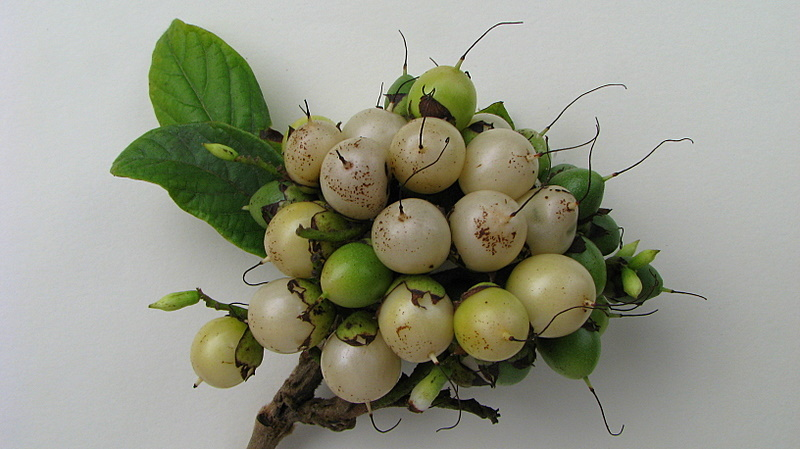
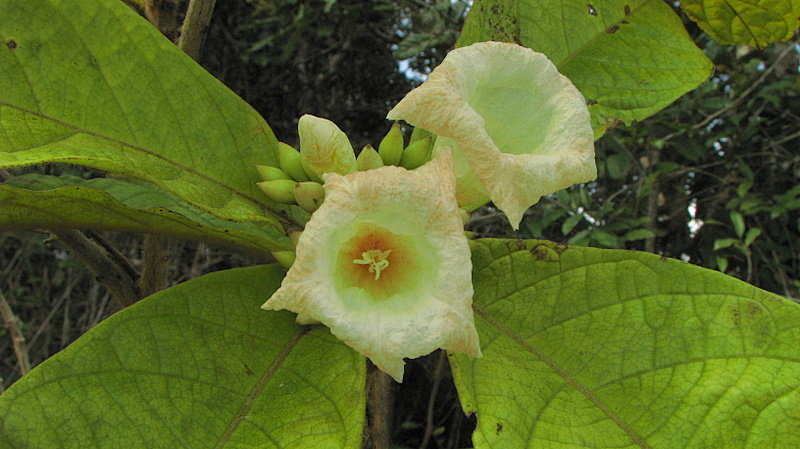
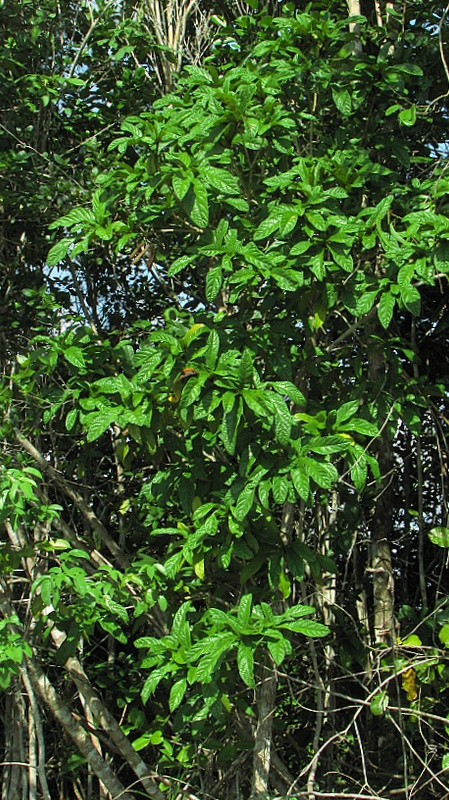
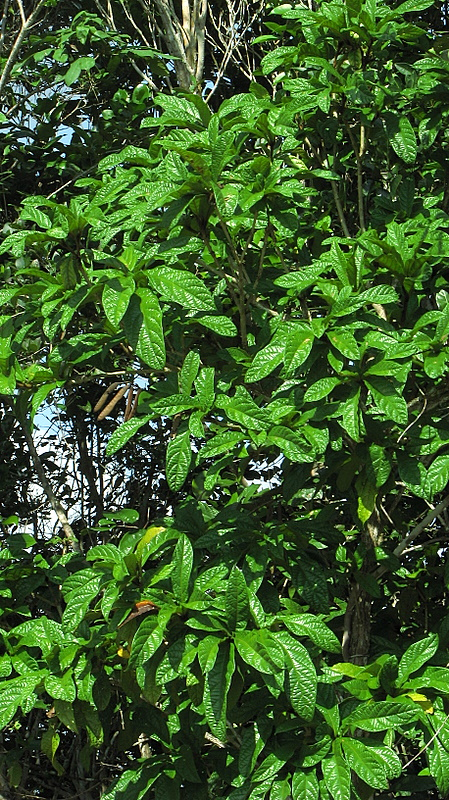
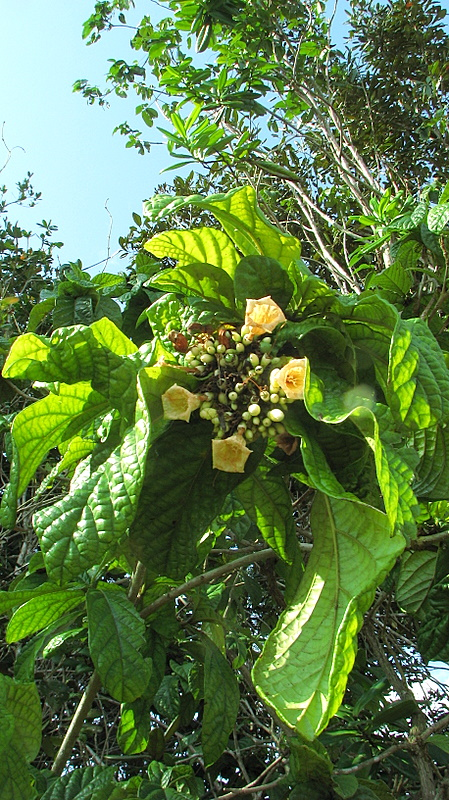
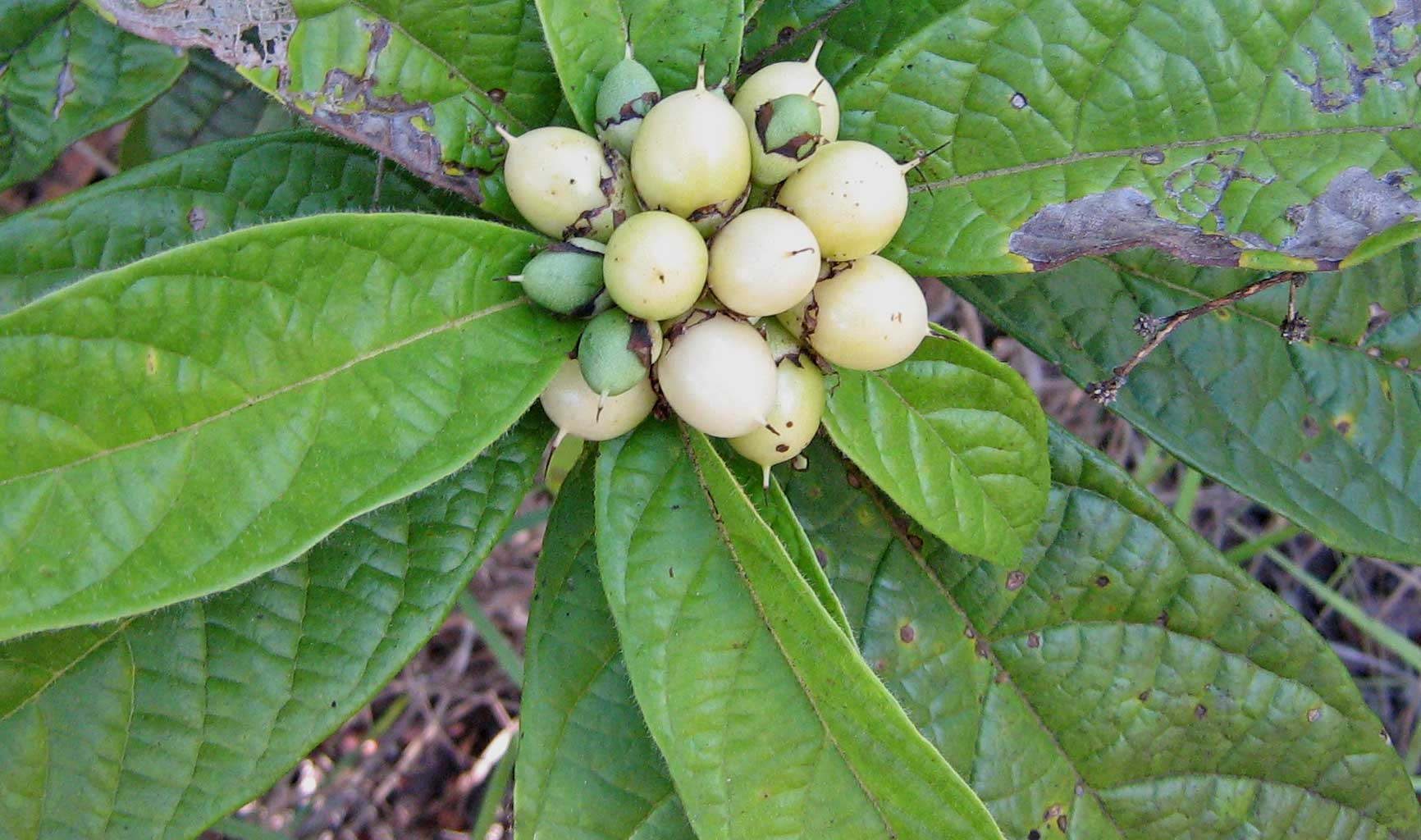